# Chekrovolü Swüro
Chekrovolü Swüro, född 21 november 1982, är en indisk bågskytt. Hon deltog vid olympiska sommarspelen 2012.